# 9. četa
9. četa (izvirno rusko 9 рота) je ruski vojni film o sovjetsko-afganistanski vojni.
Film je izšel septembra 2005 in je že v šestih dneh po izdaji postal uspešnica, saj je v Rusiji zaslužil 7,7 milijona ameriških dolarjev.
Režiser je bil Fjodor Bondarčuk, sin slavnega sovjetskega filmskega režiserja Sergeja Bondarčuka.